# Cañada del Hoyo
Cañada del Hoyo es un municipio y localidad española de la provincia de Cuenca, en la comunidad autónoma de Castilla-La Mancha. El término municipal, ubicado en la comarca de la Serranía Baja, tiene una población de 230 habitantes (INE 2024). 

## Geografía
Integrado en la comarca de Serranía Baja, se sitúa a 36 km de la capital provincial. El término municipal está atravesado por la carretera nacional N-420 entre los pK 461 y 466, además de por una carretera local que comunica con La Cierva y Valdemorillo de la Sierra. La localidad está enclavada en una pequeña vega al pie de un castillo (restaurado por particulares), el cual perteneció al marqués de Villena. 
El relieve del municipio es el propio de la comarca a la que pertenece, con altibajos del terreno y amplias dehesas. Su atractivo principal son las Lagunas de Cañada, a unos 5 km del pueblo. Se trata de depresiones en la superficie de alrededor de 30 mde profundidad y de unos 100 m de diámetro. El río Guadazaón hace de límite oriental con Pajarón y Carboneras de Guadazaón. La altitud oscila entre los 1243 m al norte (pico El Hongo) y los 960 m a orillas del río Guadazaón. El pueblo se alza a 1023 msobre el nivel del mar. 
| Noroeste: Cuenca        | Norte: La Cierva | Noreste: La Cierva y Pajarón            |
| Oeste: Cuenca y Fuentes |                  | Este: Pajarón y Carboneras de Guadazaón |
| Suroeste: Fuentes       | Sur: Reíllo      | Sureste: Carboneras de Guadazaón        |

## Historia
A mediados del siglo XIX, la villa tenía contabilizada una población de 330 habitantes. Aparece descrita en el quinto volumen del Diccionario geográfico-estadístico-histórico de España y sus posesiones de Ultramar de Pascual Madoz de la siguiente manera:

CAÑADA DEL HOYO (la: v. con ayunt. en la prov. y dióc. de Cuenca (4 leg.), part. jud. de Cañete, aud. terr. de Albacete y c. g. de Castilla la Nueva (Madrid): sit. en un llano circundado de cerros: tiene 141 casas con las de ayunt. y cárcel, todas de poco mérito; un pósito, posada pública, horno de pan, y una igl. parr. de entrada, servida por un cura que tiene por anejo al cas. de los Oteros: en los afueras de la pobl. y á la parte N., sobre un cerro de los que la circundan, existe, un castillo antiguo llamado del Buen Suceso, reedificado en el mes de agosto de 1839, para las tropas nacionales, por orden del Gobierno. Confina el térm. por N. la Cierva; E. Pajaron; S. Fuente del Espino y Reyllo; O. las Zomas, y en él se encuentra una casa con ermita dedicada á Ntra. Sra. de los Angeles: el terreno es de mediana calidad, y se cultivan 3,700 fan. que dan el 5 por 1 en sembradura. caminos: uno de herradura que conduce de Madrid á Valencia, y los demas comunales: prod. centeno, cebada y avena; pocas legumbres, muchos pastos y ganados, y abundantes montes de construccion. ind. 3 tejedores y 2 sastres. pobl. 83 vec., 330 alm. cap. prod. 1.454,320 rs., imp. 72,716; importe de los consumos 4, 089 rs. 30 mrs. El presupuesto municipal asciende á 3,400 rs., y se cubre con los prod. de la posada y horno espresado, y arbitrios de pastos.
(Madoz, 1846, p. 481)

## Demografía
Cañada del Hoyo cuenta con una población de 230 habitantes (INE 2024).
| Gráfica de evolución demográfica de Cañada del Hoyo entre 1842 y 2021                                               |
| |
| Población de derecho según los censos de población del INE Población de hecho según los censos de población del INE |

## Administración y política
| Periodo   | Nombre                        | Partido |
| --------- | ----------------------------- | ------- |
| 1979-1983 | Julián Muñoz Moriana          | UCD     |
| 1983-1987 | Julián Muñoz Moriana          |         |
| 1987-1991 | Julián Muñoz Moriana          |         |
| 1991-1995 | Julián Muñoz Moriana          |         |
| 1995-1999 | Julián Muñoz Moriana          | PP      |
| 1999-2003 | Julián Muñoz Moriana          | PP      |
| 2003-2007 | Zohrab Amseyan Haikian        | PSOE    |
| 2007-2011 | Zohrab Amseyan Haikian        | PSOE    |
| 2011-2015 | Zohrab Amseyan Haikian        |         |
| 2015-2019 | Agustín Rodríguez Guadalajara | PSOE    |
| 2019-2023 | Francisco Guadalajara de Fez  | PP      |

## Patrimonio
Durante la Revolución Española de 1936, fue «Destruida la Iglesia Parroquial y objetos de culto, así/ como la rotura de Imágenes, también fue saqueado/ el archivo parroquial, habiéndose librado varios/ libros de los cuales pertenecen á las Secciones de Na-/cimiento, Defunciones y Matrimonios, y algún otro do-/cumento antiguo, igualmente algún objeto de cul-/to.// También en la Ermita de la Dehesa del Hoyo, titula-/da de Ntra. Sra., de los Ángeles, falta el armonium con/ que se oficiaba la misa y una lámpara (araña) que se/ hallaba pendiente del techo».